# Jasem Yaqoub
Jasem Yaqoub (en árabe: جاسم يعقوب سلطان البصارة‎; Ciudad de Kuwait; 25 de octubre de 1953) es un exfutbolista de Kuwait que jugaba en la posición de delantero.

## Carrera

### Club
Jugó toda su carrera con el Qadsia SC de 1970 a 1983, con el que fue campeón nacional en seis ocasiones y ganó la copa nacional cuatro veces.

### Selección nacional
Jugó para Kuwait de 1972 a 1982 con la que anotó 36 goles en 49 partidos, ganó la Copa de Naciones del Golfo en cuatro ocasiones, participó en dos ediciones de la Copa Asiática, en los Juegos Olímpicos de Moscú 1980 y en la Copa Mundial de Fútbol de 1982.

## Logros

### Club
- Liga Premier de Kuwait: 6

1968-69, 1970-71, 1972-73, 1974-75, 1975-76, 1977-78.
- Copa del Emir de Kuwait: 4

1971-72, 1973-74, 1974-75, 1978-79.

### Selección nacional
- Copa Asiática: 1

1980
- Copa de Naciones del Golfo: 4

1972, 1974, 1976, 1982.

### Individual
- Goleador de la Copa de Naciones del Golfo de 1974 (6 goles).
- Equipo ideal de la Copa Asiática 1980.